# Hùng An, Kim Động
Hùng An là một xã thuộc huyện Kim Động, tỉnh Hưng Yên, Việt Nam.

## Địa lý
Xã Hùng An nằm ở phía tây huyện Kim Động, cách trung tâm huyện 5 km, có vị trí địa lý:
- Phía đông giáp xã Ngọc Thanh và xã Song Mai
- Phía tây giáp xã Đức Hợp
- Phía nam giáp xã Sông Hồng
- Phía bắc giáp xã Đồng Thanh.

Xã Hùng An có diện tích 7,45 km², dân số năm 2019 là 6.291 người, mật độ dân số đạt 844 người/km².

## Hành chính
Xã Hùng An được chia thành 6 thôn: Ninh Phúc, Đống Long, Lai Hạ, Phục Lễ, Tả Hà, Phương Tòng.

## Lịch sử
Địa bàn xã Hùng An có từ lâu đời.
Tuy nhiên, đến tháng 8 năm 1945, sau khi cuộc Tổng khởi nghĩa giành chính quyền thành công, dưới sự chỉ đạo của Trung ương, các địa phương trên toàn quốc đều nhất loạt thành lập chính quyền ở cấp cơ sở, phân địa giới hành chính xã, từ đó Hùng An có tên trên bản đồ là một trong 19 xã của huyện Kim Động.
Đến tháng 5 năm 1956, thời kỳ thực hiện cải cách ruộng đất, thôn Công Luận (thường gọi là làng Lọn) được cắt về xã Đồng Thanh. Xóm bãi ngoài đê dân cư thưa thớt nay đã có thêm nhiều bà con trong nội đồng ra lập nghiệp nên được mang tên mới thôn Tả Hà. Dù có biến động về địa lý hành chính, tên Hùng An vẫn không có sự thay đổi. Tên xã giữ nguyên cho tới ngày nay.